# Société-Monde
La société-Monde est une notion faisant référence à un état hypothétique et en devenir du Monde constitué en société.

## Définition
La gestion du réchauffement climatique, le respect des droits de l'homme ou encore la gestion des pandémies sont des exemples de problèmes sociétaux dont la résolution engage l'ensemble de l'humanité. Les fonctions habituelles d'une société sont alors remplies par une multitude d'acteurs, souvent transnationaux, plus ou moins représentatifs d'une société mondiale émergente.
La naissance d'Internet, la rapidité croissante des modes de déplacement et l'augmentation généralisée des interactions à l'échelle de la planète font que l'espace mondial devient de plus en plus le cadre de la coalescence des sociétés.

## Société-Monde et mondialisation
La mondialisation favorise l'émergence de la société-Monde. Ses effets sont particulièrement développés sur la dimension économique de la société-Monde (firmes transnationales, IDE, etc.) et sociologique (augmentation du niveau d'éducation moyen, sources d'information, naissance de l'anglais globish, etc.). Sur le plan politique, l'existence des institutions internationales (ONU, OMS,  OMC, UNESCO, AIEA,  FMI, etc.), des Organisations non gouvernementales mondiales (Human Rights Watch, Amnesty International, Greenpeace, etc.) d'institutions juridiques supranationales (cour pénale internationale, TPI) et de causes visant à l'universalisme (droits de l'homme, développement durable, crime de guerre, crime contre l'humanité, l'écologisme, etc.) présagent la naissance d'une société politique mondiale complétant les fonctions de la société civile mondiale.

## Société-Monde et société des nations: une opposition méthodologique
La notion de société-Monde s’oppose au modèle international de la société des nations en postulant que la mondialisation rend caduque la prise en compte des seuls États-Nations dans la compréhension des dynamiques supranationales, tant les acteurs de ces dynamiques sont divers. De nombreuses théories utilisant la notion de société-Monde s’inscrivent d’ailleurs dans une démarche de dénonciation du primat de la nation dans l’étude de la mondialisation. Le cosmopolitisme d’Ulrich Beck notamment s’inscrit dans cette optique. La démarche de cet auteur consiste à opposer au nationalisme méthodologique le "cosmopolitisme méthodologique" qui cherche à s’affranchir de l’utilisation de la nation comme cadre naturel de la société. 
Autrement dit, la société-Monde cherche à appréhender le Monde comme un tout, alors que la société des nations considère le Monde comme la somme de ses parties. Le concept de société-Monde devient ici un enjeu méthodologique, voire un paradigme scientifique, qui reste néanmoins à discuter : est-il entièrement coextensif avec les idées de culture ou de société mondiales ? N'y apporte-t-il pas un élément de confusion entre la société des seuls êtres humains et le monde (naturel) qu'elle occupe ? 
Pour appréhender la société-Monde, le couple géopolitique-politique nous aide à développer une vision pertinente sur la légitimité du politique mondial. D'après Jacques Lévy, il définit quatre variantes pour cela (Lévy, 2008). Le réalisme, ou la Realpolitik, désigne une logique des forces géopolitiques. Par exemple, le découpage territorial « Hartland et Rimland » à l’échelle interétatique d’après Halford Mackinder et Nicholas Spykman. Les géographes Friedrich Ratzel, Yves Lacoste et Hans Morgenthau ont des idées réalistes similaires. En même temps, pour éviter des guerres mondiales, la revendication du pacifisme, comme les traités de Munich en 1938, fut instaurée et le Monde a vécu alors la période de la guerre froide (Stanley Kober, 1990). Par ailleurs, au lieu du paradigme réaliste, l’idéalisme comprend non seulement l’idéologie cosmopolitique (Emmanuel Kant, 1784), mais aussi la pragmatique des conflits entre des États néoconservateurs.
La relation entre le géopolitique et le politique est liée à la logique contradictoire «unilatéralisme-multilatéralisme ». C’est-à-dire que d’une part, des « réalistes progressistes » exigent le multilatéralisme caractérisé par le pluralisme des États qui partagent le Monde ; d’autre part, face à la « démocratie interétatique » (Lévy, 2008, p.237), des États ne respectent pas certaines règles transnationales et imposent leurs propres valeurs étatiques pour construire un Monde politisé. C’est la raison pour laquelle l’Assemblée générale des Nations unies n’arrive pas à représenter un gouvernement « multilatéral » et que la « démocratie » des États paraît aberrante. Néanmoins, la famille « idéalisme progressiste » et « idéalisme conservatiste » consiste à élaborer le politique mais de manière différente : le premier cherche à développer « une vision égalitaire de l’action » face à la situation inégale alors que le dernier maintient une relation hiérarchique et autoritaire.
|               | « Idéalisme »    | « Réalisme »       |
| ------------- | ---------------- | ------------------ |
| Progressisme  | Cosmopolitique   | Syndrome de Munich |
| Conservatisme | Néoconservateurs | Realpolitik        |

Tableau extrait de L’invention du Monde, Une géographie de la mondialisation, 
Lévy Jacques (dir.), 2008.